# Tracol
Tracol est un patronyme d'origine ardéchoise. Ce nom localement assez répandu a le sens de « au-delà du col, au travers du col ». Tracol évoque ainsi la personne qui habite de l'autre côté du col. Plusieurs cols de l'Ardèche portent ce nom.

## Patronyme
- Raoul Tracol, homme politique français né à Satillieu en Ardèche.

## Toponymie
- Le col du Tracol à 1 023 m entre Riotord et Bourg-Argental ;
- À Nozières, le lieu-dit du Tracol à 971 m entre Nozières et le col du Buisson.